# Cisaat (Ciater)
Cisaat is een bestuurslaag in het regentschap Subang van de provincie West-Java, Indonesië. Cisaat telt 4106 inwoners (volkstelling 2010).